# Lycodonomorphus rufulus
Lycodonomorphus rufulus är en ormart som beskrevs av Lichtenstein 1823. Lycodonomorphus rufulus ingår i släktet Lycodonomorphus och familjen snokar.
Arten blir 60 till 80 cm lång. Typisk är ett litet huvud och små ovala pupiller. Kroppsfärgen är på ovansidan olivbrun och på undersidan gul-rosa.
Denna orm förekommer i Zimbabwe, Malawi, Botswana, södra Moçambique, Swaziland, Lesotho och östra Sydafrika. Honor lägger 5 till 6 stora ägg under sommaren.
Födan utgörs av groddjur och grodyngel.
För beståndet är inga hot kända. Hela populationen anses vara stabil. IUCN listar arten som livskraftig (LC).

## Underarter
Arten delas in i följande underarter:
- L. r. mlanjensis
- L. r. rufulus